# Коста, Каролин
Кароли́н Коста́ (фр. Caroline Costa; род. 9 мая 1996, Муассак, Франция) — французская певица и телеведущая. Получила известность в 2008 году после шоу Incroyable Talent.

## Биография
Родившись в Муассаке, она росла в Кастельсарразене. В возрасте 6 лет приняла участие в передаче «Star à Domicile». Она поступила в музыкальную школу и впервые выступила на сцене в возрасте 6 лет, а затем приняла участие в отборе участников для Детского Евровидения. Вскоре Каролин привлекла внимание юношеской джаз-группы музыкальной школы Кастельсарразена, с которой много раз выступала. Одновременно она принимала участие в многочисленных конкурсах, в некоторых из которых она одержала победу.
В 2007 году Каролин Коста была принята в группу «Pop System», которая участвовала в телешоу IAPIAP. Здесь она была поддержана Мэттом Покорой, с которым она записала сингл «Laissez-nous dire». Этот сингл занимал 12 место в хит-параде Франции в течение недели.
Весной 2008 года она участвовала в передаче «100 % Mag» на канале M6 и в ноябре того же года приняла участие в шоу «Incroyable Talent», также на канале M6. На первом выступлении она исполнила песню «Hurt» Кристины Агилеры и собрала первые овации. На втором выступлении Каролин исполнила «My Heart Will Go On» Селин Дион, и затем, для финала, «I Will Always Love You» Уитни Хьюстон. Она заняла второе место.
Летом 2009 года Каролин и молодой испанский певец Авраам Матео записали песню «Without You» Badfinger в испанской версии для первого альбома Авраама. После этого Каролин появилась в нескольких телевизионных передачах. В ноябре 2009 года молодая певица приняла участие в записи CD для поддержки ассоциации AIDES вместе с другими артистами, такими как Дэниел Паутер, Лара Фабиан и Кристоф Виллем.
Первый сингл, «Qui je suis», 20 декабря 2010 года поступил в продажу в магазинах и 22 декабря на сайтах легальной загрузки музыки. Он включает четыре наименования: «Qui je suis», его инструментальная версия, «Mon secret» и «Take a bow».
9 июля 2011 года она приняла участие в телеигре «Форт Боярд» на канале France 2 и стала, в 15 лет, самым молодым участником этого сезона.
Начиная с сентября 2011 года Каролин ведет передачу «Kids 20» на канале «Teletoon+».
Она выпустила в декабре 2011 года свой сингл «Je t’ai menti (Kill For Lies)» в дуэте с молодым шведским певцом Ульриком Мунтером. Тогда же она сообщила о выходе своего второго альбома «J’irai» 27 февраля 2012.
21 декабря 2011 года она приняла участие в «Incroyable Talent» и спела песню «Ave Maria» с другими артистами.